# Samoreau
Samoreau település Franciaországban, Seine-et-Marne megyében. Lakosainak száma 2409 fő (2022. január 1.). Samoreau Vulaines-sur-Seine, Avon, Champagne-sur-Seine, Samois-sur-Seine és Thomery községekkel határos.

## Népesség
A település népessége az elmúlt években az alábbi módon változott:
| Lakosok száma | 2325 | 2338 | 2390 | 2308 | 2351 | 2396 | 2441 | 2426 | 2409 |
|               | 2013 | 2015 | 2016 | 2017 | 2018 | 2019 | 2020 | 2021 | 2022 |